# Loxosoma nielseni
Loxosoma nielseni är en bägardjursart som beskrevs av Prpic 2001. Loxosoma nielseni ingår i släktet Loxosoma och familjen Loxosomatidae. Inga underarter finns listade i Catalogue of Life.